# 皱缩链荚豆
皱缩链荚豆（学名：Alysicarpus rugosus），为豆科链荚豆属下的一个植物种。

## 扩展阅读
- 維基物種上的相關：皱果炼荚豆